# Браузърна игра
Браузърните игри се играят онлайн, чрез Интернет. Различават се от обикновените видео- и компютърни игри по това, че не изискват потребителят да ги инсталира като софтуер на своя компютър. Някои игри разчитат изцяло на технологии „от страна на клиента“ като уеббраузър и обичаен плъгин от рода на Java или Flash, докато други използват скриптове „от страна на сървъра“. Последните обикновено са (масови) мултиплейър игри, докато игрите „от страна на клиента“ са само за един играч. Често игрите, които се играят в браузър, се наричат и браузър-базирани игри (browser-based games).
Плъгин игрите разчитат на потрибителския браузър да изтегли и изпълни играта. Това позволява по-лесно модифициране на параметрите на играта и нечестна игра. Поради това повечето такива игри все още са предназначени за индивидуална игра.
Много разпространени са онлайн флаш игрите, които доста често пресъздават някои от старите игри за Sega конзолата или игровите машини.
Съществуват редица сайтове които предлагат Браузърни игри или още познати като Флаш игри като някои от най-популярните български страници са място.ком и игриигри.ком.